# あさの☆ひかり
あさの☆ひかり（あさの ひかり、1984年10月3日 - ）は、日本の漫画家である。東京都出身。

## 来歴
桐朋学園小学校、桐朋女子中学校・高等学校、Lewiston High School、青山学院大学経営学部卒業。地方局女子アナウンサーを経て、グラビアアイドルに転身。
2009年、「グラバー実況中継」（竹書房）で漫画家デビュー。2010年、週刊ヤングジャンプ9代目ぷるるんクイーン。
2014年発売の『芸能界の裏側　ぶっちゃけていいスか！？』がアマゾンの書籍エッセイ部門で1位を獲得するなど若手エッセイマンガ家として多誌で連載している。
また、漫画家としての活動の他に、テレビやニコニコ生放送の公式番組などに出演している。

## 人物・作風
グラビア時代に出版社へ営業回りに行った際に、偶然持っていた自作の漫画が編集長の目に留まり漫画家デビュー。
私生活から突撃ルポまで、主に自分の身の回りに起こった珍事件をコミカルに描いている。エッセイ作家の中では珍しい若手である。本人曰く「デビュー当初は、編集部に『マンガの描き方本』が読者から送られてくるほど画力は壊滅的であった。」
ネタ活と称する潜入取材を得意とし、社会の裏ネタからサブカル、芸能まで幅広いネタを漫画にしている。
無類の酒豪であり、本人曰く「自分より酒の強い男をみたことがない」そうだ。

## 単行本リスト
- 『芸能界の裏側　ぶっちゃけていいスか！？～三十路グラドルのつぶやき』　（ぶんか社）
- 『恋愛ブサイク 写メを撮っている間に恋も料理も冷めちゃいました』（双葉社)
- 『何度か消されかけましたが、こりずに芸能界の裏側ぶっちゃけていいスか！？』（ぶんか社)

### 連載中マンガ
- 『comic タント』マウントモンスター　（ぶんか社)

- 『本当にあった笑える話』　あさの⭐︎ひかりがゆく‼︎（ぶんか社)

### 過去連載
- 『週刊大衆ヴィーナス』おんな道〜死んで花実が咲くものか〜、現代変愛事情（双葉社)

- 『SEDA』東京プテラノドン(日之出出版)

- 『本当にあった笑える話 Pinky』（ぶんか社)
- 『本当にあったゆかいな話 芸能ズキュン』（竹書房)

- 『ネット配信で人生が狂った人の裏側ぶっちゃけていいスか!?』（cyzowoman)

- 『漫画パチンコ777』（竹書房)

- 『スーパーパチスロ777』（竹書房)

### 携帯コミック
- 『愚裸DOLL』
- 『実話告白!!グラドルの遠吠え』
- 『芸能界!脱いでる場合じゃねぇよ!』

### コラム
- 『みこすり半劇場』（ぶんか社、隔週火曜日発売)

## 出演

### テレビ
ドラマ
- 古代少女隊ドグーンV（毎日放送）第5話　なんちゃって森ガール役

- 帝王（TBS）第5話 (鶏の形態模写が得意な)キャバ嬢役

バラエティ

### PV
- サザンオールスターズ『I AM YOUR SINGER』

### DVD
- 浅野光『ピカリンのズキャマラバイーン』（イーネット・フロンティア、2008/11/21）
- 浅野光『悪戯姫〜いたずらっこ〜』（晋遊舎、2009/03/28）